# Тальми, Менахем
Менахем Тальми (19 сентября 1926 — 28 марта 2018) — израильский писатель, автор более 20 книг — повестей, романов, сборников.

## Биография
Родился в 1926 году в Тель-Авиве в семье писателя Эфраима Тальми. Жил в Тель-Авиве. Учился в школе для детей рабочих в Тель-Авиве, затем в интернате «Бен-Шемен». В 18 лет стал членом Пальмаха, принимал участие в подпольной деятельности Хаганы против англичан. Во время Войны за Независимость участвовал в битве за Иерусалим в составе бригады «Гивати». После войны был корреспондентом журнала «Бамахане» и еженедельника «Давар ха-Шавуа». С 1958 года — штатный сотрудник газеты «Маарив». Лауреат премии Швимера в области журналистики.
Первая книга «Яффских рассказов» вышла в 1958 году, а в связи с её успехом писатель выпустил и вторую. «Яффские рассказы» неоднократно издавались на иврите с иллюстрациями известных израильских художников-графиков.

## Публикации
- Рассказы Менахема Тальми на русском (перевод). «Музыкальный момент»
- М. Тальми. «Швейцарские часы Абу-Ицхака»
- М. Тальми. «Раз в жизни каждый обязан побывать у „Стены Плача“»
- М. Тальми. «ПОДПОЛКОВНИК ЗОМБИ». Рассказ из 2-го тома трилогии «Яффские рассказы», Тель-Авив, 1981